# باشقیرستان

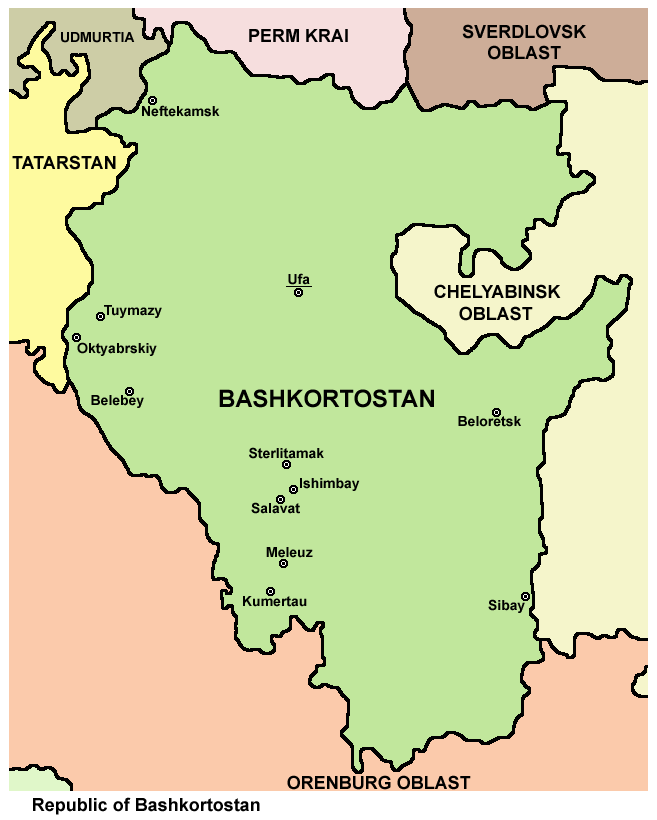

جمهوری باشقیرستان (گاه باشقورستان ) 
(به باشقیری: Башҡортоста́н Респу́бликаһы، باشقۇرتۇستان یۇمھوریەتىُ) (به روسی: Респу́блика Башкортоста́н) یکی از واحدهای تشکیل‌دهنده فدراسیون روسیه است. این سرزمین در آسیای میانه، میان رود ولگا و رشته‌کوه اورال قرار دارد.
باشقورستان ۱۴۳٬۶۰۰ کیلومتر مساحت داشته و پایتخت آن اوفا نام دارد. زبان‌های رسمی آن زبان باشقیری روسی هستند. بیشتر مردم باشقورستان را باشقیرها تشکیل می‌دهند.
جمعیت باشقورستان بر اساس آخرین سرشماری، ۴،۰۵۱،۳۳۳ نفر است که ۱،۱۲۰،۵۴۷ نفر از این جمعیت در پایتخت این جمهوری؛ شهر اوفا زندگی می‌کنند.
بر اساس آمار سال ۲۰۱۳ میلادی، درصد اقوام ساکن در این جمهوری به این ترتیب بوده‌است: ۲۱/۶ درصد روس، ۳۹/۵ درصد باشقیر، ۲۵/۴ درصد تاتار، ۲/۷ درصد چوواش، ۱ درصد اوکرایینی و ۲/۷ درصد دیگر اقوام.

## تاریخ
اوفا پایتخت باشقیرستان در دامنه‌های غربی اورال قرار می‌گیرد. در این شهر قدیمی که بسال ۱۵۷۵ تأسیس یافته‌است تقریباً یک چهارم از جمعیت کشور زندگی می‌کنند. باشقیرستان در شرق با تاتارستان و در شمال شرقی با اودمورت همسایه است. بقیه خاک‌های جمهوری نیز توسط روسیه احاطه شده‌است. باشقیرستان که اولین جمهوری خودمختار در فدراسیون روسیه است خودمختاری خود را در ۲۳ مارس سال ۱۹۱۹ بدست آورد. این مردمان امروز به صورت بخشی از این فدراسیون و آن هم در اقلیت زندگی می‌کنند.
شوروی پیشین از طرفی سعی داشت تا جمهوری‌های ایدیل – اورال بین مردمشان تقسیم کرده و از طرف دیگر نیز آن‌ها را از اتحاد مردمان باشقیر دور نماید. در این راستا اتحاد جماهیر شوروی سابق بسال ۱۹۲۵ با به وجود آوردن استان اورنبورگ که هدف ازآن جدا ساختن جمهوری‌های ایدیل – اورال و ترکستان از یکدیگربود، هم از اعلان استقلال جمهوری‌های «ایدیل – اورال» جلوگیری نمود و هم باعث تجرید و جدایی این جمهوری‌ها از دنیای تُرک شد.
باشقیرها نیز مانند تاتارها، استعمار زراعی و صنعتی را رد نمودند. ملی‌گرایی باشقیرها که در سال‌های ۱۹۳۰ اوج گرفت، با مرگ صدها هزار انسان متوقف گردیده و جمعیت آن‌ها با ۱۶/۶ درصد کاهش به ۱۴۱هزارتن رسید. در نتیجه این وقایع، جمعیت باشقیرها تنها در سال ۱۹۶۹ توانست به میزان سال۱۹۲۶ برسد.
در اواخر همین سده آن‌ها زبان تاتاری را قبول نموده بین سال‌های ۱۹۲۳ الی ۱۹۳۰ از الفبای فارسی-عربی و بین سال‌های ۱۹۳۰ الی ۱۹۳۹ نیز از الفبای لاتین استفاده می‌کردند. در سال ۱۹۴۰ نیز همانند دیگر جمهوری‌های آسیای میانه الفبای سیریلیک جای الفبای لاتین را گرفت. با سقوط قازان و با وجود سیاست‌های روسی کردن و مسیحی نمودن حکومت وقت شوروی، بخشی از مسلمانان حتی به بهای محرومیت از امتیازات روس‌ها، تغییر دین را قبول نکرده و اعتقاد به اسلام را ادامه دادند. بخشی از این مردم که دین خود را تغییر داده بودند نیز در قرن نوزدهم دوباره به اسلام گرویدند. در سال ۱۷۸۸ کاترین دوم در منطقه ایدیل- اورال مجلس اسلامی اورِنبِرگ را تأسیس نمود ومجلس بعدها به «اوفا» منتقل شد.
موجودیت باشقیرها درمناطق ایدیل و ولگا در قرن دهم، بر اساس آثار نویسندگان ایرانی ثابت شده‌است. براساس نوشته‌های استخری مردمی به نام باشقیر در یک منطقه کوهستانی که به مسافت ۲۰ روز از محل اسکان بلغارها فاصله داشت، می‌زیستند.
در این دوران باشکردها به دامداری، شکار و زنبورداری پرداخته و در کار وه‌های اورال بودند. آن‌ها از فین-اوگری بودند که تحت تأثیر فرهنگ آلتایی قرار گرفته و از قرن نهم از محل بلغارهای ولگا کوچ کرده واسلام را پذیرفتند. زمانی در خصوص باشقیرها این عقیده حاکم بود: " . باشقیرها که کمتراز تاتارها پراکنده شده بودند بیشتر در جنوب کوه‌های اورال تجمع یافته بودند.
خاک‌های باشقیرها در اوایل سده سیزدهم تحت حاکمیت مغولان اردوی زرین یا بعبارت دیگر «چای بان» پسر «جوجی» قرارگرفت. باشقیرها که به ارتش مغول پیوسته بودند، باسقوط اردوی زرین بسال ۱۵۰۲ بین خان نشینی‌های مختلف تقسیم گردیدند. بخشی که در شمال بودند به خان‌نشین «قازان»، بخشی که در شمال شرقی بودند به سیبری و بخشی که در جنوب قرار داشتند به ارتش نوقای پیوستند. در سال۱۵۵۲ ایوان مخوف، خان‌نشین قازان را تحت استیلای خود در آورد. او در «اوفا» یک پایگاه نظامی تأسیس نموده و شهرهایی مانند سامارا و اورنبورگ را تسخیر نمود.
در سال۱۹۱۷ ملی‌گرایی باشقیرها دوباره شعله‌ور شد. باشکردها مانند تاتارها مناطق کرد مسلمان‌نشین را یکی کرده و تلاش برای تشکیل جمهوری مسلمان‌نشین ایدیل-اورال را آغاز کردند.
پس از نشست‌های کنگره قازان و مجلس عمومی مسلمانان روسیه در اوت سال ۱۹۱۷ و برغم اوضاع مبهم منتج از انقلاب روسیه، درژانویه ۱۹۱۸ دولت حاکم «ایدیل – اورال» تأسیس شد.
در۲۳ مارس ۱۹۱۹، رهبران باشقیر که مجبور به دیدار با دولتمردان شوروی سابق شدند، همانند تاتارها، جمهوری خودمختار باشقیردستان را تأسیس نمودند.

جمهوری باشقیرستان در نقشهٔ روسیه.

## سیاست
رئیس جمهور باشکوردستان، از اکتبر ۲۰۱۸ رادی فردوویچ خبیروف Радий Фаритович Хабиров است. مرتضی رحیموف از سال ۱۹۹۳ اولین رئیس‌جمهور باشکوردستان بود.

## جغرافیا
سرزمینی است که در شمال آسیای میانه و در نزدیکی رشته کوه‌های اورال واقع شده. از نظر موقع جغرافیایی نزدیک دشت قبچاق است و میان وولگا و دریای خزر واقع گشته‌است. باشقیرستان ظرفیت بالایی برای جذب گردشگر دارد، چرا که طبیعت بسیار زیبا و بکر، نیز جاذبه‌های فرهنگی و تاریخی منحصربفردی را در خود جای داده است.

## مردم

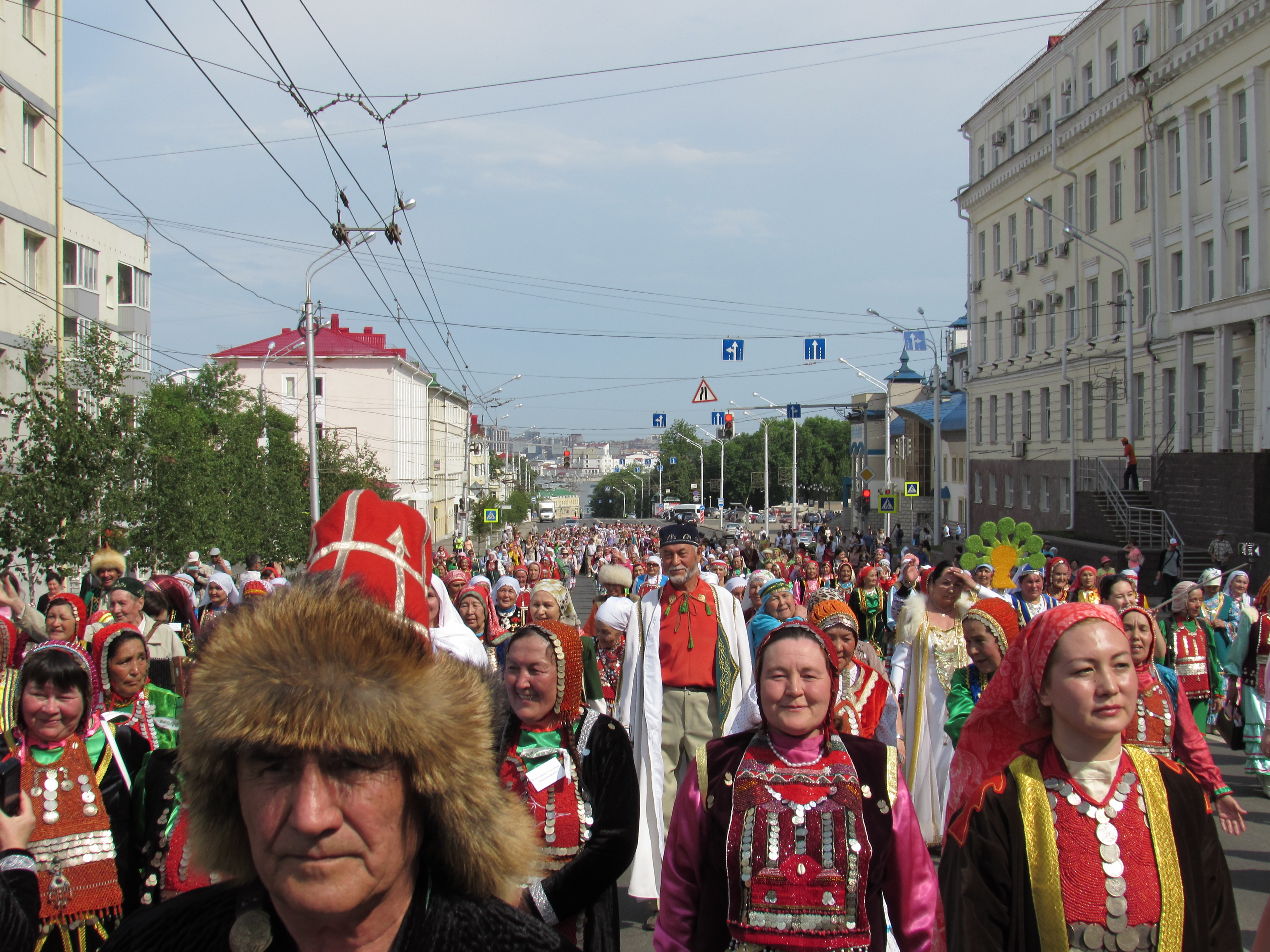
مردم باشکر با لباس محلی

شناخت اصالت و ریشه و تبار باشکرها تا حد زیادی پیچیده است. منطقه اصلی زندگی باشکرها جنوب شرقی اورال و استپ‌های مجاور بوده که از دیرباز به مردمانی با تبارهای گوناگون و ریشه‌های نژادی فرهنگی متفاوت تعلق داشته‌است. در زمینه ریشه نژادی باشکرها به صورت کلی سه نطریه اصلی و برجسته وجود دارد.
- نظریه ریشه تُرکی.[۹][۱۰][۱۱][۱۲]
- نظریه ریشه فینو اوگریایی.[۱۲][۱۳][۱۴]
- نظریه ریشه و تبار ایرانی.[۱۲][۱۵][۱۶][۱۷]

زبان باشکری ترکیبی از واژه‌های مغولی، عربی، فارسی و روسی است که در بین آنها وجود ۴ هزار واژه فارسی همانند سایر لهجه‌های زبان تُرکی جلوه ویژه‌ای دارد و امروزه آموزش زبان فارسی با استقبال گسترده‌ای مواجه شده‌است. از قدیم‌ترین دوران تا آخر اولین هزاره میلادی، سرزمینی که امروز با نام جمهوری باشقیرستان شناخته می‌شود، صحنه تماس‌های دایمی بین گروه‌های نژادی چند زبانی ایرانی، عربی و سپس ترکی بوده‌است اما امروزه زبان تُرکی در این جمهوری و سایر مناطق روسیه بشدت در حال انقراض و جایگزینی با زبان روسی است.
مردم باشکرستان که باشقیری هم خوانده می‌شوند اغلب مسلمان و سنی حنفی مذهب هستند. ۶۷ درصد مردم این جمهوری مسلمان و ۲۲ درصد را مسیحیان ارتدوکس تشکیل می‌دهند. در جمهوری باشقرستان بر اساس آمار گقته شده در سال ۲۰۱۰ میلادی؛ بیش از ۱۰۰۰ مسجد وجود دارد.
مفتی جمهوری باشقرستان شیخ الاسلام طلعت تاج الدین Талгат Таджуддин است.
فرهنگ مردم باشقیر امروزه مانند گذشته‌ها نیست؛ و به دلیل آمیختگی زندگی با اقوام اسلاو تغییرات زیادی داشته‌است. اما در هر سو ویژگی‌های صحرانشینان ترک و تاتار هنوز هم در میان آن‌ها وجود دارد.
اسلام در باشقرستان با سرعت زیادی در حال رشد است؛ بطوری‌که تعداد مساجد بعد از فروپاشی شوروی تاکنون از ۱۶مسجد به ۱۰۱۶مسجد رسیده‌است.
ولادیمیر پوتین در ملاقات با مردم باشقرستان بود که اسلام را قسمت روشن تاریخ روسیه معرفی کرد.